# Христо Конев
Христо Конев Филипов е български революционер, деец на Вътрешната македоно-одринска революционна организация (ВМОРО).

## Биография
Христо Конев е роден в 1882 година в централномакедонския български град Прилеп, тогава в Османската империя. Влиза във ВМОРО в 1900 година. В 1903 година извършва атентат над шпионина Никола Сливянов и на 3 февруари става нелегален четник на Петър Ацев. Заедно с войводата присъства на Смилевския конгрес, на който е взето решение за въстание. Участва в Илинденско-Преображенското въстание през лятото на 1903 година – сражава се при бомбардировката на казармата във Витолище и в битката при село Дуйне. След Младотурската революция е арестуван, бит и измъчван по време на Обезоръжителната акция на младотурците в 1910 година, но както сам казва, запазва „духа си за обединението на българския народ“.
На 5 март 1943 година, като жител на Годлево, подава молба за българска народна пенсия, която е одобрена и пенсията е отпусната от Министерския съвет на Царство България.